# Чехословакия на летних Олимпийских играх 1928
Чехословакия принимала участие в Летних Олимпийских играх 1928 года в Амстердаме (Северная Голландия, Нидерланды) в третий раз за свою историю, и завоевала две золотые, пять серебряных и две бронзовые медали. 
| Медали  | Спортсмены | Вид спорта            | Дисциплина                     | Результат |
| ------- | --- | --------------------- | ------------------------------ | --------- |
| Золото  | Ладислав Ваха | Спортивная гимнастика | Параллельные брусья (мужчины)  | 18,83     |
| Золото  | Франтишек Вентура                                                                                                  | Конный спорт          | Конкур, личное первенство      | 0         |
| Серебро | Ян Гержманек | Бокс                  | до 72,6 кг                     |           |
| Серебро | Эмануэль Лёффлер                                                                                                   | Спортивная гимнастика | Опорный прыжок (мужчины)       | 9,50      |
| Серебро | Йиндржих Маудр | Борьба                | Греко-римская борьба, до 58 кг |           |
| Серебро | Ладислав Ваха | Спортивная гимнастика | Кольца (мужчины)               | 19,17     |
| Серебро | Йозеф Эффенбергер Ян Гайдош Ян Коутный Эмануэль Лёффлер Бедржих Шупчик Ладислав Тикал Ладислав Ваха Вацлав Веселый | Спортивная гимнастика | Многоборье (мужчины)           | 1712,250  |
| Бронза  | Эмануэль Лёффлер                                                                                                   | Спортивная гимнастика | Кольца (мужчины)               | 18,83     |
| Бронза  | Ярослав Скобла | Тяжёлая атлетика      | свыше 82,5 кг                  | 357,5 кг  |

## Результаты соревнований

### Академическая гребля
Олимпийские соревнования по академической гребле проходили с 3 по 10 августа в деревне Слотен, которая расположена в 6 км к западу от центра Амстердама. В каждом заезде стартовали две лодки. Победитель заезда проходил в следующий раунд, а проигравшие на предварительном этапе попадали в отборочный раунд. Спортсмены, проигравшие два заезда, завершали борьбу за медали. Начиная с третьего раунда экипажи, уступавшие в заезде, выбывали из соревнований. Для определения бронзового призёра проводился заезд за 3-е место.
Мужчины
| Соревнование | Спортсмены   | Первый раунд         | Отборочный заезд     | Второй раунд         | Отборочный заезд     | Третий раунд         | Полуфинал            | Финал                | Место |
| Соревнование | Спортсмены   | Соперник / Результат | Соперник / Результат | Соперник / Результат | Соперник / Результат | Соперник / Результат | Соперник / Результат | Соперник / Результат | Место |
| ------------ | ------------ | -------------------- | -------------------- | -------------------- | -------------------- | -------------------- | -------------------- | -------------------- | ----- |
| одиночки     | Йозеф Страка | JPNК. Исии В DNF     | не участвовал        | CANД. Райт В -8,6    | не участвовал        | NEDЛ. Гунтер П +7,4  | завершил выступление | завершил выступление | 6     |